# Andrzej Stopka Nazimek
Andrzej Stopka Nazimek (ur. 25 października 1868 w Kościelisku, zm. 25 lutego1934 w Siedlcu koło Krzeszowic) – polski pisarz, badacz folkloru, nauczyciel, współtwórca podhalańskiego ruchu regionalnego, działacz Związku Podhalan. Został pochowany w Rudawie koło Krzeszowic, skąd w 1935 roku przeniesiono go na Cmentarz Zasłużonych na Pęksowym Brzyzku w Zakopanem (kw. L-III-13 i 14).
Jego synem był Andrzej Stopka (1904-1973), scenograf, malarz i grafik.

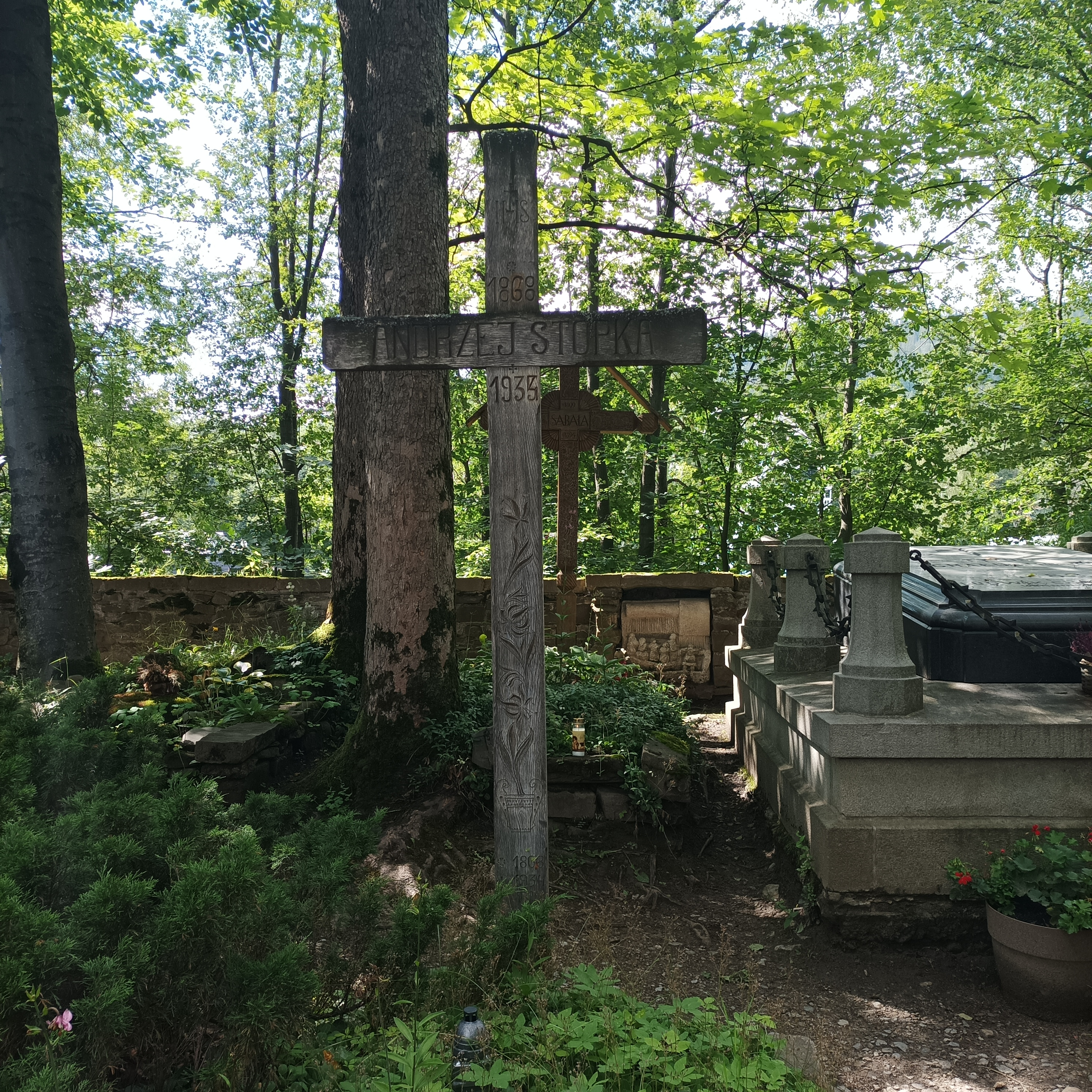
Grób Andrzeja Stopki-Nazimka na Cmentarzu Zasłużonych na Pęksowym Brzyzku

## Wybrane publikacje
- Sabała – portret..., Kraków 1897
- Materiały do etnografii Podhala, „Materiały Antropologiczne-Archeologiczne i Etnograficzne”, t. 3, Kraków 1898